# Torneio de Roland Garros de 2022
O Torneio de Roland Garros de 2022 foi um torneio de tênis disputado nas quadras de saibro do Stade Roland Garros, em Paris, na França, entre 22 de maio e 5 de junho. Corresponde à 55ª edição da era aberta e a 121ª de todos os tempos. O evento voltou a capacidade total de espectadores após as duas últimas edições devido às restrições do pandemia de COVID-19 na França.
Com facilidade, Rafael Nadal derrotou Casper Ruud na final e levou o 14º título em Roland Garros; o 22º do Grand Slam, ampliando o recorde no masculino. A polonesa Iga Świątek, que está fazendo uma temporada surpreendente, agora com 35 vitórias seguidas, conquistou o bicampeonato em Paris, finalizando em sets diretos contra Coco Gauff.
Nas duplas, o primeiro Slam de El Salvador, e o primeiro de duplas da América Central, veio para Marcelo Arévalo, que levantou a taça com o experiente holandês Jean-Julien Rojer. Entre as mulheres, a vitória ficou em casa: Caroline Garcia e Kristina Mladenovic, que não passavam por bons momentos na carreira e estavam brigadas, reataram e reviveram os velhos tempos. O último título das duas, em Paris, data de seis anos. Em mistas, a japonesa Ena Shibahara e o holandês Wesley Koolhof firmaram parceria pela primeira vez antes de superar os cinco jogos que os levaram ao título.

## Nova direção
Guy Forget, que dirigia o evento há muitos anos, foi demitido no final de 2021, dando lugar a Amélie Mauresmo, em 9 de dezembro. A ex-número 1 do tênis feminino também assume a função no ATP de Paris.

## Duplas lendárias
Após três anos de hiato, as competições amistosas para veteranos retornou a Roland Garros. Anteriormente, cada chave contava com seis parcerias; agora, são oito. O masculino foi unificado, quando até 2019 era dividido em para jogadores acima e abaixo dos 45 anos. O formato se mantém: divisão em dois grupos e disputa por round robin; os primeiros colocados se enfrentam na final.

## Impacto da invasão da Ucrânia pela Rússia
Este foi o primeiro torneio do Grand Slam desde que os órgãos internacionais de tênis permitiram que jogadores da Rússia e da Bielorrússia continuassem a participar de eventos de tênis, mas não competissem sob o nome ou bandeiras da Rússia e da Bielorrússia até novo aviso, devido à invasão da Ucrânia pela Rússia em 2022. As medidas já estavam em vigor em outros torneios dos circuitos masculino e feminino desde o final do segundo mês do ano.
Para fins estatísticos, as bandeiras neste artigo foram mantidas.

## Transmissão
Esta é a lista de países e canais designados a transmitir o torneio durante a edição em questão:
Países lusófonos

| País(es) | Canal(is)         |
| -------- | ----------------- |
| Brasil   | ESPN SporTV Star+ |
| Portugal | Eurosport         |

Resto do mundo
| País(es)                           | Canal(is)                                           |
| Países avulsos                     |                                                     |
| ---------------------------------- | --------------------------------------------------- |
| Austrália                          | Nine Network                                        |
| Áustria                            | ServusTV [en]                                       |
| Bélgica                            | VRT (RTBF)                                          |
| Canadá                             | RDS [en] TSN                                        |
| China                              | CCTV-5 QQ                                           |
| Coreia do Sul                      | TVN                                                 |
| Estados Unidos                     | Bally Sports [en] NBC Sports Peacock Tennis Channel |
| França                             | Francetv Sport Prime Video                          |
| Índia                              | Sony TEN [en]                                       |
| Japão                              | WOWOW                                               |
| Nova Zelândia                      | Sky [en]                                            |
| Suíça                              | SRG SSR                                             |
| Taiwan                             | ELTA TV [zh]                                        |
| Vietname                           | VTV                                                 |
| Regiões                            |                                                     |
| África subsaariana                 | Canal+ Afrique [en] SuperSport                      |
| América espanhola                  | ESPN                                                |
| Ásia Norte da África Oriente Médio | beIN Sports                                         |
| Europa                             | Eurosport                                           |

## Pontuação e premiação

### Distribuição de pontos
ATP e WTA informam suas pontuações em Grand Slam, distintas entre si, em simples e em duplas. A ITF responde exclusivamente pelos juvenis e cadeirantes.
Considerado torneio amistoso, o de duplas mistas não gera pontos.
No juvenil, os simplistas jogam duas fases de qualificatório, mas só os que passam à chave principal pontuam. Em duplas, a pontuação é por jogador. A partir da fase com 16, os competidores recebem pontos adicionais de bônus (os valores da tabela já somam as duas pontuações).

#### Profissional
| Evento            | V    | F    | SF  | QF  | R16 | R32 | R64 | R128 | Q  | Q3 | Q2 | Q1 |
| Simples masculino | 2000 | 1200 | 720 | 360 | 180 | 90  | 45  | 10   | 25 | 16 | 8  | 0  |
| Duplas masculinas | 2000 | 1200 | 720 | 360 | 180 | 90  | 0   | —    | —  | —  | —  | —  |
| Simples feminino  | 2000 | 1300 | 780 | 430 | 240 | 130 | 70  | 10   | 40 | 30 | 20 | 2  |
| Duplas femininas  | 2000 | 1300 | 780 | 430 | 240 | 130 | 10  | —    | —  | —  | —  | —  |

| Evento            | V    | F   | SF  | QF  | R16 | R32 | R64 |
| Simples Masculino | 1000 | 700 | 490 | 300 | 180 | 90  | 30* |
| Simples Feminino  | 1000 | 700 | 490 | 300 | 180 | 90  | 30* |
| Duplas Masculinas | 750  | 525 | 367 | 225 | 135 | 0   | —   |
| Duplas Femininas  | 750  | 525 | 367 | 225 | 135 | 0   | —   |

| Evento               | V   | F   | SF/3º lugar | QF/4º lugar |
| Simples              | 800 | 500 | 375         | 100         |
| Simples tetraplégico | 800 | 500 | 375         | 100         |
| Duplas               | 800 | 500 | 100         | —           |
| Duplas tetraplégicas | 800 | 100 | —           | —           |

### Premiação
A premiação geral aumentou 27% em relação a 2021. Os títulos de simples tiveram um acréscimo de € 800.000 cada.
Os valores para duplas são por par. Diferentemente da pontuação, não há recompensa extra aos vencedores do qualificatório.
Os juvenis não são pagos. A premiação de duplas mistas não foi divulgada.
| Evento        | V           | F           | SF        | QF        | Últimos 16 | Últimos 32 | Últimos 64 | Últimos 128 | Q3       | Q2       | Q1       |
| Contemplados  | 1           | 1           | 2         | 4         | 8          | 16         | 32         | 64          | 16       | 32       | 64       |
| Simples (2)   | € 2.200.000 | € 1.100.000 | € 600.000 | € 380.000 | € 220.000  | € 125.800  | € 86.000   | € 62.000    | € 31.000 | € 20.000 | € 14.000 |
| Duplas (2)    | € 580.000   | € 290.000   | € 146.000 | € 79.500  | € 42.000   | € 25.000   | € 15.500   | —           | —        | —        | —        |
| Duplas mistas | € 122.000   | € 61.000    | € 31.000  | € 17.500  | € 10.000   | € 5.000    | —          | —           | —        | —        | —        |

Total dos eventos acima: € 42.988.600
Outros eventos + per diem (estimado): € 611.400
Total da premiação: € 43.600.000

## Cabeças de chave
Cabeças baseados(as) nos rankings de 16 de maio de 2022. Dados de Ranking e Pontos anteriores são de 23 de maio de 2022.
A colocação individual nos rankings de duplas masculinas e femininas ajudam a definir os cabeças de chaves nestas categorias e também na de mistas.
Em verde, o(s) cabeça(s) de chave campeão(ões). Em vermelho, o(s) vice-campeão(ões).

### Simples

#### Masculino
Como o torneio acontece uma semana antes do que a edição de 2021, os pontos dos torneios de 2020 e 2021 não serão descartados até 13 de junho de 2022, uma semana após o final da edição atual. Assim, eles não são refletidos na tabela abaixo. Em vez disso, os jogadores perdão os pontos de torneios realizados durante a semana de 24 de maio de 2021 (Belgrado 2 e Parma) ou o 19º melhor resultado no último ano.
Este é um sistema de ajuste de classificação diferente do que a WTA está usando para a chave feminina.
| Cabeça | Ranking | Jogador                     | Pontos anteriores | Pontos a defender | Pontos conquistados | Nova pontuação | Eliminado na | Eliminado por               |
| ------ | ------- | --------------------------- | ----------------- | ----------------- | ------------------- | -------------- | ------------ | --------------------------- |
| 1      | 1       | Novak Djokovic              | 8.660             | 250               | 360                 | 8.770          | QF           | Rafael Nadal [5]            |
| 2      | 2       | Daniil Medvedev             | 7.980             | (0)               | 180                 | 8.160          | 4ª fase      | Marin Čilić [20]            |
| 3      | 3       | Alexander Zverev            | 7.075             | (0)               | 720                 | 7.795          | SF, ab.      | Rafael Nadal [5]            |
| 4      | 4       | Stefanos Tsitsipas          | 5.965             | (45)              | 180                 | 6.100          | 4ª fase      | Holger Rune                 |
| 5      | 5       | Rafael Nadal                | 5.525             | (0)               | 2.000               | 7.525          | Campeão      | –                           |
| 6      | 6       | Carlos Alcaraz              | 4.648             | (3)               | 360                 | 5.005          | QF           | Alexander Zverev [3]        |
| 7      | 7       | Andrey Rublev               | 3.945             | (45)              | 360                 | 4.260          | QF           | Marin Čilić [20]            |
| 8      | 8       | Casper Ruud                 | 3.940             | (90)              | 1.200               | 5.050          | F            | Rafael Nadal [5]            |
| 9      | 9       | Félix Auger-Aliassime       | 3.820             | (45)              | 180                 | 3.955          | 4ª fase      | Rafael Nadal [5]            |
| 10     | 11      | Cameron Norrie              | 3.455             | (45)              | 90                  | 3.500          | 3ª fase      | Karen Khachanov [21]        |
| 11     | 12      | Jannik Sinner               | 3.185             | (10)              | 180                 | 3.355          | 4ª fase, ab. | Andrey Rublev [7]           |
| 12     | 13      | Hubert Hurkacz              | 3.095             | 17                | 180                 | 3.258          | 4ª fase      | Casper Ruud [8]             |
| 13     | 14      | Taylor Fritz                | 2.920             | (45)              | 45                  | 2.920          | 2ª fase      | Bernabé Zapata Miralles [Q] |
| 14     | 15      | Denis Shapovalov            | 2.531             | (10)              | 10                  | 2.531          | 1ª fase      | Holger Rune                 |
| 15     | 16      | Diego Schwartzman           | 2.505             | (90)              | 180                 | 2.595          | 4º fase      | Novak Djokovic [1]          |
| 16     | 18      | Pablo Carreño Busta         | 2.135             | (10)              | 10                  | 2.135          | 1ª fase      | Gilles Simon [WC]           |
| 17     | 17      | Reilly Opelka               | 2.180             | (45)              | 10                  | 2.145          | 1ª fase      | Filip Krajinović            |
| 18     | 21      | Grigor Dimitrov             | 1.740             | (0)               | 90                  | 1.830          | 3ª fase      | Diego Schwartzman [15]      |
| 19     | 20      | Alex de Minaur              | 1.838             | (23)              | 10                  | 1.825          | 1ª fase      | Hugo Gaston                 |
| 20     | 23      | Marin Čilić                 | 1.695             | (45)              | 720                 | 2.370          | SF           | Casper Ruud [8]             |
| 21     | 25      | Karen Khachanov             | 1.620             | (45)              | 180                 | 1.755          | 4ª fase      | Carlos Alcaraz [6]          |
| 22     | 24      | Nikoloz Basilashvili        | 1.628             | (10)              | 45                  | 1.663          | 2ª fase      | Mackenzie McDonald          |
| 23     | 26      | John Isner                  | 1.616             | (10)              | 90                  | 1.696          | 3ª fase      | Bernabé Zapata Miralles [Q] |
| 24     | 27      | Frances Tiafoe              | 1.599             | (23)              | 45                  | 1.621          | 2ª fase      | David Goffin                |
| 25     | 28      | Alejandro Davidovich Fokina | 1.400             | (10)              | 10                  | 1.400          | 1ª fase      | Tallon Griekspoor           |
| 26     | 29      | Botic van de Zandschulp     | 1.344             | (26)              | 90                  | 1.408          | 3ª fase      | Rafael Nadal [5]            |
| 27     | 30      | Sebastian Korda             | 1.326             | 250               | 90                  | 1.166          | 3ª fase      | Carlos Alcaraz [6]          |
| 28     | 31      | Miomir Kecmanović           | 1.316             | (20)              | 90                  | 1.386          | 3ª fase      | Daniil Medvedev [2]         |
| 29     | 32      | Daniel Evans                | 1.232             | 63                | 45                  | 1.214          | 2ª fase      | Mikael Ymer                 |
| 30     | 33      | Tommy Paul                  | 1.218             | 90                | 10                  | 1.138          | 1ª fase      | Cristian Garín              |
| 31     | 34      | Jenson Brooksby             | 1.207             | (0)               | 10                  | 1.217          | 1ª fase      | Pablo Cuevas                |
| 32     | 35      | Lorenzo Sonego              | 1.190             | (20)              | 90                  | 1.260          | 3ª fase      | Casper Ruud [8]             |

##### Desistências
| Ranking | Jogador               | Pontos anteriores | Pontos caindo | Nova pontuação | Motivo                     |
| ------- | --------------------- | ----------------- | ------------- | -------------- | -------------------------- |
| 10      | Matteo Berrettini     | 3.805             | (0)           | 3.805          | Lesão na mão direita       |
| 19      | Roberto Bautista Agut | 1.903             | (23)          | 1.880          | Lesão no punho direito     |
| 22      | Gaël Monfils          | 1.715             | (0)           | 1.715          | Lesão no calcanhar direito |

#### Feminino
Ao contrário da ATP, os pontos do torneio feminino de 2021 serão descartados ao final do torneio deste ano, embora a edição de 2021 tenha sido realizada uma semana depois de 2022. As jogadoras também perderão pontos do WTA de Estrasburgo, realizado durante a semana de 24 de maio de 2021.
| Cabeça | Ranking | Jogadora              | Pontos anteriores | Pontos a defender | Pontos conquistados | Nova pontuação | Eliminada na | Eliminada por             |
| ------ | ------- | --------------------- | ----------------- | ----------------- | ------------------- | -------------- | ------------ | ------------------------- |
| 1      | 1       | Iga Świątek           | 7.061             | 430               | 2.000               | 8.631          | Campeã       | –                         |
| 2      | 2       | Barbora Krejčíková    | 4.911             | 2.000+280         | 10+1                | 2.642          | 1ª fase      | Diane Parry               |
| 3      | 4       | Paula Badosa          | 4.545             | 430               | 130                 | 4.245          | 3ª fase, ab. | Veronika Kudermetova [29] |
| 4      | 3       | Maria Sakkari         | 4.726             | 780               | 70                  | 4.016          | 2ª fase      | Karolína Muchová          |
| 5      | 5       | Anett Kontaveit       | 4.446             | 130               | 10                  | 4.325          | 1ª fase      | Ajla Tomljanović          |
| 6      | 6       | Ons Jabeur            | 4.380             | 240               | 10                  | 4.150          | 1ª fase      | Magda Linette             |
| 7      | 7       | Aryna Sabalenka       | 3.966             | 130               | 130                 | 3.966          | 3ª fase      | Camila Giorgi [28]        |
| 8      | 8       | Karolína Plíšková     | 3.678             | 70                | 70                  | 3.678          | 2ª fase      | Léolia Jeanjean [WC]      |
| 9      | 9       | Danielle Collins      | 3.315             | 130               | 70                  | 3.255          | 2ª fase      | Shelby Rogers             |
| 10     | 10      | Garbiñe Muguruza      | 3.060             | 10                | 10                  | 3.060          | 1ª fase      | Kaia Kanepi               |
| 11     | 11      | Jessica Pegula        | 2.955             | 130               | 430                 | 3.255          | QF           | Iga Świątek [1]           |
| 12     | 12      | Emma Raducanu         | 2.910             | (5)†              | 70                  | 2.975          | 2ª fase      | Aliaksandra Sasnovich     |
| 13     | 13      | Jeļena Ostapenko      | 2.535             | 10                | 70                  | 2.596          | 2ª fase      | Alizé Cornet              |
| 14     | 14      | Belinda Bencic        | 2.525             | 70                | 130                 | 2.585          | 3ª fase      | Leylah Fernandez [17]     |
| 15     | 15      | Victoria Azarenka     | 2.440             | 240               | 130                 | 2.330          | 3ª fase      | Jil Teichmann [23]        |
| 16     | 16      | Elena Rybakina        | 2.420             | 430               | 130                 | 2.120          | 3ª fase      | Madison Keys [22]         |
| 17     | 18      | Leylah Fernandez      | 2.245             | 70                | 430                 | 2.605          | QF           | Martina Trevisan          |
| 18     | 23      | Coco Gauff            | 1.886             | 430               | 1.300               | 2.756          | F            | Iga Świątek [1]           |
| 19     | 19      | Simona Halep          | 2.126             | 0                 | 70                  | 2.196          | 2ª fase      | Zheng Qinwen              |
| 20     | 20      | Daria Kasatkina       | 2.115             | 130               | 780                 | 2.765          | SF           | Iga Świątek [1]           |
| 21     | 17      | Angelique Kerber      | 2.354             | 10                | 130                 | 2.474          | 3ª fase      | Aliaksandra Sasnovich     |
| 22     | 22      | Madison Keys          | 1.899             | 130               | 240                 | 2.023          | 4ª fase      | Veronika Kudermetova [29] |
| 23     | 24      | Jil Teichmann         | 1.783             | 0                 | 240                 | 2.023          | 4ª fase      | Sloane Stephens           |
| 24     | 25      | Tamara Zidanšek       | 1.683             | 780               | 130                 | 1.033          | 3ª fase      | Jessica Pegula [11]       |
| 25     | 27      | Liudmila Samsonova    | 1.670             | (30)†             | 10                  | 1.650          | 1ª fase      | Danka Kovinić             |
| 26     | 26      | Sorana Cîrstea        | 1.670             | 240+180           | 70+30               | 1.350          | 2ª fase      | Sloane Stephens           |
| 27     | 28      | Amanda Anisimova      | 1.610             | 10                | 240                 | 1.840          | 4ª fase      | Leylah Fernandez [17]     |
| 28     | 30      | Camila Giorgi         | 1.583             | 70                | 240                 | 1.753          | 4ª fase      | Daria Kasatkina [20]      |
| 29     | 29      | Veronika Kudermetova  | 1.585             | 70                | 430                 | 1.945          | QF           | Daria Kasatkina [20]      |
| 30     | 31      | Ekaterina Alexandrova | 1.531             | 70+60             | 70+55               | 1.526          | 2ª fase      | Irina-Camelia Begu        |
| 31     | 32      | Elise Mertens         | 1.505             | 130               | 240                 | 1.615          | 4ª fase      | Coco Gauff [18]           |
| 32     | 34      | Petra Kvitová         | 1.435             | 70                | 70                  | 1.435          | 2ª fase      | Daria Saville [WC]        |

† A jogadora não se classificou para a edição de 2021. Assim, seu 16º melhor resultado no último ano será deduzido.

##### Desistências
| Ranking | Jogadora                 | Pontos anteriores | Pontos a defender | Nova pontuação | Motivo                      |
| ------- | ------------------------ | ----------------- | ----------------- | -------------- | --------------------------- |
| 21      | Anastasia Pavlyuchenkova | 2.093             | 1.300             | 793            | Lesão no joelho esquerdo    |
| 33      | Elina Svitolina          | 1.454             | 130               | 1.324          | Lesão nas costas e gravidez |

### Duplas
| Cabeça | Ranking | Equipe                | Equipe            |
| ------ | ------- | --------------------- | ----------------- |
| 1      | 3       | Rajeev Ram            | Joe Salisbury     |
| 2      | 8       | Nikola Mektić         | Mate Pavić        |
| 3      | 11      | Pierre-Hugues Herbert | Nicolas Mahut     |
| 4      | 14      | Marcel Granollers     | Horacio Zeballos  |
| 5      | 18      | Juan Sebastián Cabal  | Robert Farah      |
| 6      | 24      | Wesley Koolhof        | Neal Skupski      |
| 7      | 28      | Tim Pütz              | Michael Venus     |
| 8      | 32      | John Peers            | Filip Polášek     |
| 9      | 37      | Kevin Krawietz        | Andreas Mies      |
| 10     | 41      | Jamie Murray          | Bruno Soares      |
| 11     | 53      | Simone Bolelli        | Fabio Fognini     |
| 12     | 55      | Marcelo Arévalo       | Jean-Julien Rojer |
| 13     | 63      | Santiago González     | Andrés Molteni    |
| 14     | 64      | Matthew Ebden         | Max Purcell       |
| 15     | 65      | Máximo González       | Marcelo Melo      |
| 16     | 65      | Rohan Bopanna         | Matwé Middelkoop  |

| Cabeça | Ranking | Equipe                   | Equipe              |
| ------ | ------- | ------------------------ | ------------------- |
| 1      | 4       | Barbora Krejčíková       | Kateřina Siniaková  |
| 2      | 6       | Veronika Kudermetova     | Elise Mertens       |
| 3      | 21      | Gabriela Dabrowski       | Giuliana Olmos      |
| 4      | 23      | Catherine McNally        | Zhang Shuai         |
| 5      | 26      | Desirae Krawczyk         | Demi Schuurs        |
| 6      | 34      | Alexa Guarachi           | Andreja Klepač      |
| 7      | 37      | Caroline Dolehide        | Storm Sanders       |
| 8      | 41      | Coco Gauff               | Jessica Pegula      |
| 9      | 45      | Asia Muhammad            | Ena Shibahara       |
| 10     | 47      | Lucie Hradecká           | Sania Mirza         |
| 11     | 53      | Shuko Aoyama             | Chan Hao-ching      |
| 12     | 54      | Anna Danilina            | Beatriz Haddad Maia |
| 13     | 59      | Xu Yifan                 | Yang Zhaoxuan       |
| 14     | 62      | Jeļena Ostapenko         | Lyudmyla Kichenok   |
| 15     | 66      | Magda Linette            | Bernarda Pera       |
| 16     | 73      | Nicole Melichar-Martinez | Ellen Perez         |

#### Mistas
| Cabeça | Ranking | Equipe             | Equipe          |
| ------ | ------- | ------------------ | --------------- |
| 1      | 9       | Zhang Shuai        | Nicolas Mahut   |
| 2      | 19      | Ena Shibahara      | Wesley Koolhof  |
| 3      | 21      | Gabriela Dabrowski | John Peers      |
| 4      | 25      | Desirae Krawczyk   | Neal Skupski    |
| 5      | 37      | Andreja Klepač     | Rohan Bopanna   |
| 6      | 41      | Anna Danilina      | Andrey Golubev  |
| 7      | 42      | Bernarda Pera      | Mate Pavić      |
| 8      | 42      | Giuliana Olmos     | Marcelo Arévalo |

## Convidados à chave principal
Os jogadores a seguir receberam convite para disputar diretamente a chave principal baseados em seleções internas e recentes desempenhos.

### Simples
| Masculino | Feminino |
| --- | --- |
| - Grégoire Barrère - Manuel Guinard - Michael Mmoh - Corentin Moutet - Christopher O'Connell - Lucas Pouille - Gilles Simon - Jo-Wilfried Tsonga | - Tessah Andrianjafitrimo - Fiona Ferro - Elsa Jacquemot - Léolia Jeanjean - Carole Monnet - Daria Saville - Harmony Tan - Katie Volynets |

### Duplas
| Masculinas | Femininas | Mistas |
| --- | --- | --- |
| - Sadio Doumbia / Fabien Reboul - Jonathan Eysseric / Quentin Halys - Richard Gasquet / Jo-Wilfried Tsonga - Hugo Gaston / Gilles Simon - Sascha Gueymard Wayenburg / Luca Van Assche - Ugo Humbert / Constant Lestienne - Adrian Mannarino / Albano Olivetti | - Tessah Andrianjafitrimo / Océane Dodin - Clara Burel / Chloé Paquet - Estelle Cascino / Jessika Ponchet - Olivia Gadecki / Charlotte Kempenaers-Pocz - Caroline Garcia / Kristina Mladenovic - Elsa Jacquemot / Selena Janicijevic - Elixane Lechemia / Harmony Tan | - Tessah Andrianjafitrimo / Fabrice Martin - Clara Burel / Hugo Gaston - Océane Dodin / Enzo Couacaud - Elixane Lechemia / Ramkumar Ramanathan - Chloé Paquet / Benoît Paire - Harmony Tan / Jonathan Eysseric |

## Qualificados à chave principal
O qualificatório aconteceu no Stade Roland Garros entre 16 e 20 de maio de 2022.

### Simples
| Masculino | Feminino |
| --- | --- |
| 1. Geoffrey Blancaneaux 2. Nuno Borges 3. Bjorn Fratangelo 4. Borna Gojo 5. Norbert Gombos 6. Zdeněk Kolář 7. Pavel Kotov 8. Jason Kubler 9. Andrey Kuznetsov 10. Sebastian Ofner 11. Santiago Rodríguez Taverna 12. Tseng Chun-hsin 13. Camilo Ugo Carabelli 14. Juan Pablo Varillas 15. Bernabé Zapata Miralles 16. Giulio Zeppieri | 1. Hailey Baptiste 2. Irina Bara 3. Mirjam Björklund 4. Ysaline Bonaventure 5. Cristina Bucșa 6. Fernanda Contreras Gómez 7. Olga Danilović 8. Valentini Grammatikopoulou 9. Aleksandra Krunić 10. Rebecca Marino 11. Jule Niemeier 12. Linda Nosková 13. Oksana Selekhmeteva 14. Lesia Tsurenko 15. Donna Vekić 16. Zhu Lin |

Lucky losers
| 1. Franco Agamenone 2. Pedro Cachín 3. Juan Ignacio Londero | 1. Mihaela Buzărnescu 2. Réka-Luca Jani 3. Nastasja Schunk 4. Viktoriya Tomova |

## Eliminações em simples

### Masculino
| Final                    | Final                     | Final                       | Final                            |
| ------------------------ | ------------------------- | --------------------------- | -------------------------------- |
| Casper Ruud [8]          |                           |                             |                                  |
| Semifinais               |                           |                             |                                  |
| Alexander Zverev [3]     | Alexander Zverev [3]      | Marin Čilić [20]            | Marin Čilić [20]                 |
| Quartas de final         |                           |                             |                                  |
| Novak Djokovic [1]       | Carlos Alcaraz [6]        | Holger Rune                 | Andrey Rublev [7]                |
| Quarta fase              |                           |                             |                                  |
| Diego Schwartzman [15]   | Félix Auger-Aliassime [9] | Bernabé Zapata Miralles (Q) | Karen Khachanov [21]             |
| Hubert Hurkacz [12]      | Stefanos Tsitsipas [4]    | Jannik Sinner [11]          | Daniil Medvedev [2]              |
| Terceira fase            |                           |                             |                                  |
| Aljaž Bedene (PR)        | Grigor Dimitrov [18]      | Filip Krajinović            | Botic van de Zandschulp [26]     |
| Brandon Nakashima        | John Isner [23]           | Cameron Norrie [10]         | Sebastian Korda [27]             |
| Lorenzo Sonego [32]      | David Goffin              | Hugo Gaston                 | Mikael Ymer                      |
| Cristian Garín           | Mackenzie McDonald        | Gilles Simon (WC)           | Miomir Kecmanović [28]           |
| Segunda fase             |                           |                             |                                  |
| Alex Molčan              | Pablo Cuevas              | Borna Ćorić (PR)            | Jaume Munar                      |
| Camilo Ugo Carabelli (Q) | Borna Gojo (Q)            | Fabio Fognini               | Corentin Moutet (WC)             |
| Sebastián Báez           | Tallon Griekspoor         | Grégoire Barrère (WC)       | Taylor Fritz [13]                |
| Jason Kubler (Q)         | Hugo Dellien              | Richard Gasquet             | Albert Ramos Viñolas             |
| Emil Ruusuvuori          | João Sousa                | Frances Tiafoe [24]         | Marco Cecchinato                 |
| Henri Laaksonen          | Pedro Cachín (LL)         | Daniel Evans [29]           | Zdeněk Kolář (Q)                 |
| Federico Delbonis        | Ilya Ivashka              | Nikoloz Basilashvili [22]   | Roberto Carballés Baena          |
| Steve Johnson            | Márton Fucsovics          | Alexander Bublik            | LaSVN Đere                       |
| Primeira fase            |                           |                             |                                  |
| Yoshihito Nishioka       | Federico Coria            | Christopher O'Connell (WC)  | Jenson Brooksby [31]             |
| Marcos Giron             | Carlos Taberner           | Daniel Altmaier             | Andrey Kuznetsov (Q)             |
| Juan Pablo Varillas (Q)  | Aslan Karatsev            | Alessandro Giannessi (LL)   | Reilly Opelka [17]               |
| Pavel Kotov (Q)          | Alexei Popyrin            | Stan Wawrinka (PR)          | Jordan Thompson                  |
| Sebastian Ofner (Q)      | Dušan Lajović             | Kamil Majchrzak             | Alejandro Davidovich Fokina [25] |
| Quentin Halys            | Taro Daniel               | Michael Mmoh (WC)           | Santiago Rodríguez Taverna (Q)   |
| Manuel Guinard (WC)      | Denis Kudla               | Dominic Thiem               | Nuno Borges (Q)                  |
| John Millman             | Lloyd Harris              | Thanasi Kokkinakis          | Juan Ignacio Londero (LL)        |
| Jo-Wilfried Tsonga (WC)  | Ugo Humbert               | Tseng Chun-hsin (Q)         | Peter Gojowczyk                  |
| Benjamin Bonzi           | Jiří Lehečka              | Pablo Andújar               | Giulio Zeppieri (Q)              |
| Denis Shapovalov [14]    | Pedro Martínez            | Norbert Gombos (Q)          | Alex de Minaur [19]              |
| Francisco Cerúndolo      | James Duckworth           | Lucas Pouille (WC)          | Lorenzo Musetti                  |
| Kwon Soon-woo            | Adrian Mannarino          | Benoît Paire                | Tommy Paul [30]                  |
| Maxime Cressy            | Franco Agamenone (LL)     | Oscar Otte                  | Bjorn Fratangelo (Q)             |
| Pablo Carreño Busta [16] | Jiří Veselý               | Geoffrey Blancaneaux (Q)    | Attila Balázs (PR)               |
| Tomás Martín Etcheverry  | Arthur Rinderknech        | Ričardas Berankis           | Facundo Bagnis                   |

### Feminino
| Final                 | Final                        | Final                          | Final                        |
| --------------------- | ---------------------------- | ------------------------------ | ---------------------------- |
| Coco Gauff [18]       |                              |                                |                              |
| Semifinais            |                              |                                |                              |
| Daria Kasatkina [20]  | Daria Kasatkina [20]         | Martina Trevisan               | Martina Trevisan             |
| Quartas de final      |                              |                                |                              |
| Jessica Pegula [11]   | Veronika Kudermetova [29]    | Leylah Fernandez [17]          | Sloane Stephens              |
| Quarta fase           |                              |                                |                              |
| Zheng Qinwen          | Irina-Camelia Begu           | Madison Keys [22]              | Camila Giorgi [28]           |
| Aliaksandra Sasnovich | Amanda Anisimova [27]        | Elise Mertens [31]             | Jil Teichmann [23]           |
| Terceira fase         |                              |                                |                              |
| Danka Kovinić         | Alizé Cornet                 | Tamara Zidanšek [24]           | Léolia Jeanjean (WC)         |
| Paula Badosa [3]      | Elena Rybakina [16]          | Shelby Rogers                  | Aryna Sabalenka [7]          |
| Daria Saville (WC)    | Angelique Kerber [21]        | Belinda Bencic [14]            | Karolína Muchová             |
| Varvara Gracheva      | Kaia Kanepi                  | Victoria Azarenka [15]         | Diane Parry                  |
| Segunda fase          |                              |                                |                              |
| Alison Riske          | Anna Karolína Schmiedlová    | Simona Halep [19]              | Jeļena Ostapenko [13]        |
| Anhelina Kalinina     | Mayar Sherif                 | Ekaterina Alexandrova [30]     | Karolína Plíšková [8]        |
| Kaja Juvan            | Aleksandra Krunić (Q)        | Caroline Garcia                | Katie Volynets (WC)          |
| Danielle Collins [9]  | Fernanda Contreras Gómez (Q) | Yulia Putintseva               | Madison Brengle              |
| Magda Linette         | Petra Kvitová [32]           | Elsa Jacquemot (WC)            | Emma Raducanu [12]           |
| Bianca Andreescu (PR) | Kateřina Siniaková           | Donna Vekić (Q)                | Maria Sakkari [4]            |
| Ajla Tomljanović      | Marie Bouzková               | Alison Van Uytvanck            | Beatriz Haddad Maia          |
| Andrea Petkovic       | Olga Danilović (Q)           | Sorana Cîrstea [26]            | Camila Osorio                |
| Primeira fase         |                              |                                |                              |
| Lesia Tsurenko (Q)    | Dayana Yastremska            | Kristína Kučová                | Liudmila Samsonova [25]      |
| Nastasja Schunk (LL)  | Maryna Zanevska              | Misaki Doi                     | Lucia Bronzetti              |
| Wang Qiang            | Hailey Baptiste (Q)          | Marta Kostyuk                  | Claire Liu                   |
| Greet Minnen          | Jasmine Paolini              | Nuria Párrizas Díaz            | Tessah Andrianjafitrimo (WC) |
| Fiona Ferro (WC)      | Oksana Selekhmeteva (Q)      | Kamilla Rakhimova              | Zhu Lin (Q)                  |
| Anna Kalinskaya       | Taylor Townsend (PR)         | Viktorija Golubic              | Arantxa Rus                  |
| Viktoriya Tomova (LL) | Tereza Martincová            | Panna Udvardy                  | Rebecca Šramková (LL)        |
| Zhang Shuai           | Irina Bara (Q)               | Mihaela Buzărnescu (LL)        | Chloé Paquet                 |
| Ons Jabeur [6]        | Harriet Dart                 | Valentini Grammatikopoulou (Q) | Anna Bondár                  |
| Magdalena Fręch       | Heather Watson               | Wang Xinyu                     | Linda Nosková (Q)            |
| Réka Luca Jani (LL)   | Ysaline Bonaventure (Q)      | Petra Martić                   | Kristina Mladenovic          |
| Naomi Osaka           | Mirjam Björklund (Q)         | Carole Monnet (WC)             | Clara Burel                  |
| Anett Kontaveit [5]   | Astra Sharma                 | Anastasia Gasanova (LL)        | Elena-Gabriela Ruse          |
| Rebecca Marino (Q)    | Ann Li                       | Cristina Bucșa (Q)             | Garbiñe Muguruza [10]        |
| Ana Bogdan            | Océane Dodin                 | Dalma Gálfi                    | Bernarda Pera                |
| Tatjana Maria (PR)    | Jule Niemeier (Q)            | Harmony Tan (WC)               | Barbora Krejčíková [2]       |

## Finais

### Profissional
| Categoria | Evento    | Campeã(s)(o/ões)                    | Vice-campeã(s)(o/ões)        | Resultado       | Chave(s)  | Chave(s)       |
| --------- | --------- | ----------------------------------- | ---------------------------- | --------------- | --------- | -------------- |
| Simples   | Masculino | Rafael Nadal                        | Casper Ruud                  | 6–3, 6–3, 6–0   | principal | qualificatório |
| Simples   | Feminino  | Iga Świątek                         | Coco Gauff                   | 6–1, 6–3        | principal | qualificatório |
| Duplas    | Masculino | Marcelo Arévalo Jean-Julien Rojer   | Ivan Dodig Austin Krajicek   | 46–7, 7–65, 6–3 | principal | principal      |
| Duplas    | Feminino  | Caroline Garcia Kristina Mladenovic | Coco Gauff Jessica Pegula    | 2–6, 6–3, 6–2   | principal | principal      |
| Duplas    | Misto     | Ena Shibahara Wesley Koolhof        | Ulrikke Eikeri Joran Vliegen | 7–65, 6–2       | principal | principal      |

### Juvenil
| Categoria | Evento    | Campeã(s)(o/ões)             | Vice-campeã(s)(o/ões)         | Resultado | Chave(s)  | Chave(s)       |
| --------- | --------- | ---------------------------- | ----------------------------- | --------- | --------- | -------------- |
| Simples   | Masculino | Gabriel Debru                | Gilles Arnaud Bailly          | 7–65, 6–3 | principal | qualificatório |
| Simples   | Feminino  | Lucie Havlíčková             | Solana Sierra                 | 6–3, 6–3  | principal | qualificatório |
| Duplas    | Masculino | Edas Butvilas Mili Poljičak  | Gonzalo Bueno Ignacio Buse    | 6–4, 6–0  | principal | principal      |
| Duplas    | Feminino  | Sára Bejlek Lucie Havlíčková | Nikola Bartůňková Céline Naef | 6–3, 6–3  | principal | principal      |

### Cadeirante
| Categoria | Evento       | Campeã(s)(o/ões)              | Vice-campeã(s)(o/ões)            | Resultado         | Chave     |
| --------- | ------------ | ----------------------------- | -------------------------------- | ----------------- | --------- |
| Simples   | Masculino    | Shingo Kunieda                | Gustavo Fernández                | 6–2, 7–5          | principal |
| Simples   | Feminino     | Diede de Groot                | Yui Kamiji                       | 6–4, 6–1          | principal |
| Simples   | Tetraplégico | Niels Vink                    | Sam Schröder                     | 6–4, 7–68         | principal |
| Duplas    | Masculino    | Alfie Hewett Gordon Reid      | Gustavo Fernández Shingo Kunieda | 7–65, 7–65        | principal |
| Duplas    | Feminino     | Diede de Groot Aniek van Koot | Yui Kamiji Kgothatso Montjane    | 7–65, 1–6, [10–8] | principal |
| Duplas    | Tetraplégico | Sam Schröder Niels Vink       | Heath Davidson Ymanitu Silva     | 6–2, 6–2          | principal |

### Outros eventos
| Categoria        | Evento    | Campeã(s)(o/ões)                    | Vice-campeã(s)(o/ões)             | Resultado         | Chave     |           |
| ---------------- | --------- | ----------------------------------- | --------------------------------- | ----------------- | --------- | --------- |
| Duplas lendárias | Masculino | Arnaud Clément Fabrice Santoro      | Sébastien Grosjean Cédric Pioline | 6–3, 4–6, [10–7]  | principal | principal |
| Duplas lendárias | Feminino  | Flavia Pennetta Francesca Schiavone | Gisela Dulko Gabriela Sabatini    | 1–6, 7–64, [10–6] | principal | principal |